# SD Entertainment
SD Entertainment (también conocida como Sabella Dern Entertainment) es un estudio de animación estadounidense que se especializa en películas directas a DVD y teatrales para niños. El "SD" en las iniciales del nombre de la empresa significa Sabella Dern , los respectivos apellidos de sus fundadores: los ex empleados de MGM Animation , Paul Sabella y Jonathan Dern.
La empresa tiene su sede en Woodland Hills, California . Poseía dos subsidiarias, Kidtoon Films y The Bigger Picture, que se ocupan de la distribución de las producciones de SD en lugares digitales en los Estados Unidos. Eventualmente fueron adquiridos por Cinedigm .

## Producciones
- Bratz Babyz: The Movie (2006)
- Major Powers & The Star Squad (2003)
- Tonka

Series de televisión
- Make Way for Noddy (2002 - 2009)
- Say it with Noddy (2005 - 2009)
- Angelina Ballerina: The Next Steps (2009 - 2010) (transmitida por Discovery Kids en Latinoamérica)
- Transformers: Armada (doblada al inglés) (2002 - 2003)
- Care Bears: Adventures in Care-a-lot (2007 - 2008)
- Bob the Builder: Ready, Steady, Build! (2010 - 2011) (transmitida por Discovery Kids en Latinoamérica)
- My Little Pony (1986 - 2009)
- Alien Racers (2005 - 2006)

### Películas
| Fecha de lanzamiento     | Título                                               |
| ------------------------ | ---------------------------------------------------- |
| 8 de marzo de 2005       | Candy Land: The Great Lollipop Adventure             |
| 17 de mayo de 2005       | Dinotopia: Quest for the Ruby Sunstone               |
| 25 de octubre de 2005    | My Little Pony: A Very Minty Christmas               |
| 7 de febrero de 2006     | My Little Pony: The Princess Promenade               |
| 12 de septiembre de 2006 | My Little Pony Crystal Princess: The Runaway Rainbow |
| 6 de febrero de 2007     | My Little Pony: A Very Pony Place                    |
| 4 de agosto de 2007      | Care Bears: Oopsy Does It!                           |
| 13 de octubre de 2009    | My Little Pony: Twinkle Wish Adventure               |
| 6 de noviembre de 2010   | Care Bears: Share Bear Shines                        |

## Directo a vídeo (DVD/VHS)
| Release Date | Title                 |
| ------------ | --------------------- |
| 2003         | Welcome to Tonka Town |
| 2005         | Mulán 2               |